# Joliette
Joliette – miasto w Kanadzie, w prowincji Quebec, stolica regionu Lanaudière i MRC Joliette. Początki miasta związane są z Barthélemy Joliettem, mężem Marie-Charlotte De Lanaudière, który w 1823 roku otrzymał seniorat Lavaltrie, dawniej będący własnością seniorów Lanaudière.

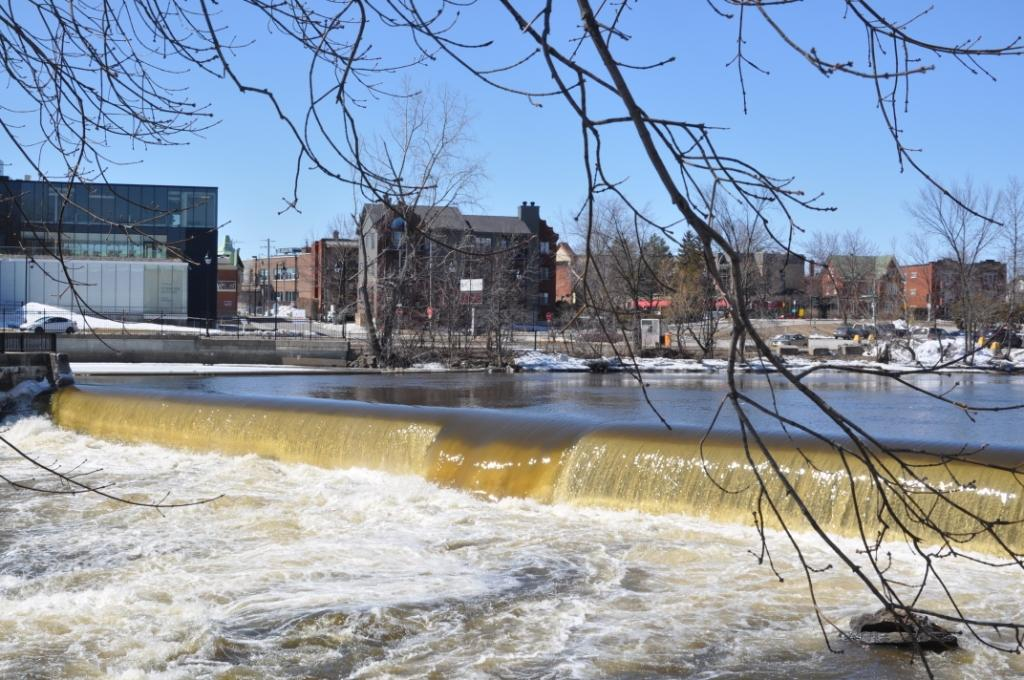
Rzeka Assomption przepływająca przez miasto Joliette

Liczba mieszkańców Joliette wynosi 19 044. Język francuski jest językiem ojczystym dla 94,5%, angielski dla 0,7% mieszkańców (2006).